# Motorsportjahr 1900
◄ | 1896 | 1897 | 1898 | 1899 | Motorsportjahr 1900 | 1901 | 1902 | 1903 | 1904 | ►

Weitere Sportereignisse
Das Motorsportjahr 1900 brachte als Neuerung den Gordon-Bennett-Cup, eine jährliche Veranstaltung, bei der erstmals ein internationaler Vergleich zwischen den Rennwagen verschiedener Länder möglich sein sollte.
Saisonhöhepunkt blieb jedoch das alljährlich vom Automobile Club de France veranstaltete Rennen, das in diesem Jahr über die Strecke Paris–Toulouse–Paris führte. Mit dem Sieg von „Levegh“ auf Mors wurde dabei erstmals die bisherige Panhard-Dominanz gebrochen. Das 60-PS-Modell von Mors war kompromisslos auf Geschwindigkeit konstruiert und wird daher als erster echter Rennwagen der Motorsportgeschichte angesehen.
In diesem Jahr kam es außerdem erstmals zu größeren öffentlichen Diskussionen über die Sinnhaftigkeit von Automobilrennen. Nach einem Unfall bei einem kleinen Rennen, bei dem Zuschauer ums Leben kamen, wurden in Frankreich Autorennen gesetzlich verboten. Dieses Verbot hielt zwar nur einen Monat, dennoch begannen erstmals Sicherheitsüberlegungen in die Rennplanung einzufließen.

## Rennergebnisse

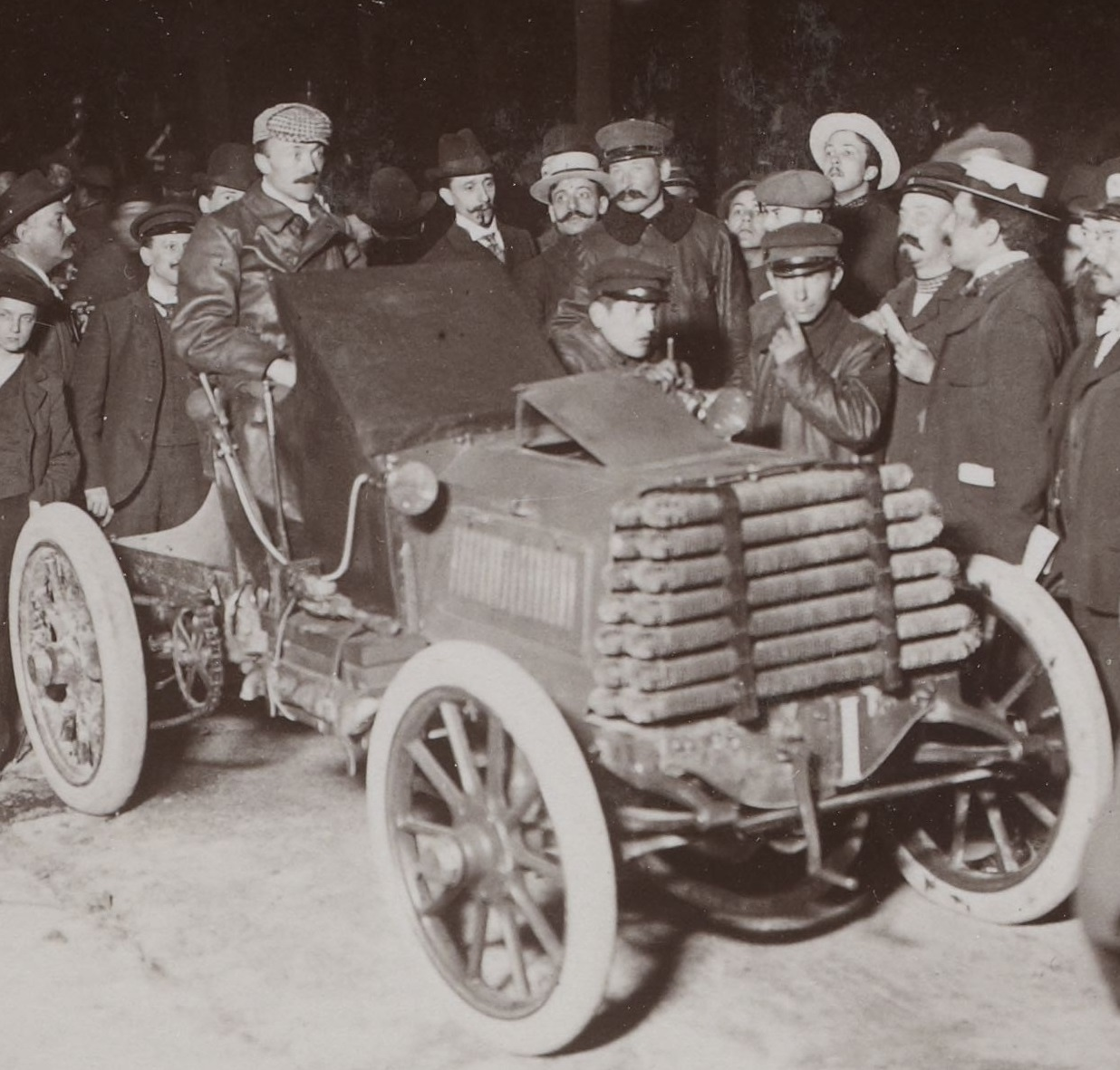
Der Sieger Fernand Charron, hier 1901

### Gordon-Bennett-Cup
| Platz | Fahrer                              | Team               | Zeit       |
| ----- | ----------------------------------- | ------------------ | ---------- |
| 1     | Fernand Charron                     | Panhard & Levassor | 9:09:00 h  |
| 2     | Léonce Girardot                     | Panhard & Levassor | +1:27:23 h |
|       | keine weiteren Fahrer klassifiziert |                    |            |

Als führende Automobilnation der Welt durfte Frankreich am 14. Juni 1900 das erste Rennen um den Gordon-Bennett-Cup ausrichten. Es handelte sich dabei um ein klassisches Stadt-zu-Stadt-Rennen auf der 569 km langen Strecke von Paris nach Lyon. Offenbar auch aufgrund der überschaubaren Teilnehmerzahl wurden die Wagen jedoch, anders als ansonsten zu dieser Zeit allgemein üblich, in Form eines sogenannten Massenstarts gleichzeitig ins Rennen geschickt.
Laut Reglement durfte jeder nationale Motorsportclub drei Wagen entsenden, diese Wagen mussten jedoch im eigenen Land gebaut worden sein. Als Vertreter Frankreichs waren vom ACF drei Panhard-Fahrer ausgewählt worden, obwohl mit Mors mittlerweile ein ernstzunehmender Konkurrent existierte. Die Reaktion im Ausland war dagegen enttäuschend. Neben dem Amerikaner Alexander Winton wagte lediglich noch Camille Jenatzy auf dem belgischen Fabrikat Snoeck-Bolide (eine Lizenzfertigung des französischen Bolide) die Herausforderung. Im Rennen wurden die Teilnehmer erneut in zahlreiche Kollisionen mit Tieren verwickelt, oder hatten mit technischen Defekten und dem Unwillen der ansässigen Bevölkerung und den örtlichen Behörden zu kämpfen. Das Ziel in Lyon erreichten schließlich nur die beiden Panhard-Wagen von Fernand Charron und Léonce Girardot, beide in einem kaum noch fahrbereiten Zustand, dazu ein außer Konkurrenz gestarteter Mors.

### Paris–Toulouse–Paris
| Platz | Fahrer        | Team               | Zeit       |
| ----- | ------------- | ------------------ | ---------- |
| 1     | „Levegh“      | Mors               | 20:50:09 h |
| 2     | Arthur Pinson | Panhard & Levassor | +1:20:52 h |
| 3     | Émile Voigt   | Panhard & Levassor | +1:21:42 h |

Das Rennen Paris–Toulouse–Paris wurde in drei Tagesetappen vom 25. bis 28. Juli 1900 ausgetragen und umfasste insgesamt 1347 km. Es war als Teil der Weltausstellung 1900 in Paris eine nichtolympische Disziplin der Olympischen Sommerspiele.
Das Rennen brachte ein Ende der Dominanz von Panhard, es siegte „Levegh“ auf Mors. Zum ersten Mal trat ein britischer Rennwagen bei einem Rennen auf dem Kontinent an, Selwyn Edge auf Napier.
Dem Rennen wurde in den 1920er Jahren vom Automobile Club de France rückwirkend der Titel V Grand Prix de l’ACF verliehen.

### New York-Ardsley
| Platz | Fahrer          | Team               | Zeit      |
| ----- | --------------- | ------------------ | --------- |
| 1     | S. T. Davis     | Locomobile Steamer | 1:17:33 h |
| 2     | C. S. Weston    | Winton             | +7:30 min |
| 3     | David W. Bishop | Winton             | +9:27 min |

Dieses Rennen wurde am 31. März 1900 durchgeführt. Die Strecke führte über 26 Meilen (42 km) von New York City nach Ardsley-on-Hudson (New York). Gestartet wurde vor dem Hotel Waldorf-Astoria. Ein Mechaniker fuhr in jedem Auto mit. Ein leichter Dampfwagen von Locomobile belegte eher überraschend den 1. Platz vor gleich vier Winton (Plätze 2 bis 5) und einem Gasmobile. Auf Platz 7 fuhr auf ein weiterer Locomobile, er benötigte mit 1:50 rund 32 Minuten länger als der Sieger. Dessen Schnitt lag bei 20,12 mph (32,38 km/h).

### Rundstreckenrennen um Babylon (Long Island)
| Platz | Fahrer            | Team               | Zeit       |
| ----- | ----------------- | ------------------ | ---------- |
| 1     | Andrew L. Riker   | Riker Electric     | 2:03:30 h  |
| 2     | S. T. Davis       | Locomobile Steamer | +14:57 min |
| 3     | Alexander Fischer | Gasmobile          | +26:31 min |

Das Rennen fand am 14. April statt und war der zweite größere Rennsportanlass in den USA in diesem Jahr. Es führte über 50 Meilen (80 km) um Babylon (New York); Start und Ziel lagen im Ort. Neun Teilnehmer waren am Start, sieben erreichten das Ziel. Beide Ausfälle betrafen Dampfwagen. In diesem Rennen platzierte sich ein Gasmobile vor drei Winton und einem De Dion-Bouton. Der Sieger Andrew L. Riker war ein bekannter Konstrukteur und Pionier des Elektroautos. Sein Schnitt lag bei 24,29 mph (39,09 km/h).

## Weitere Rennen
- Das Bergrennen Nizza–La Turbie wurde erstmals durchgeführt.[4] Er gilt als erstes Bergrennen.